# هانیبال (میزوری)
هانیبال (به انگلیسی: Hannibal) شهری در شهرستان ماریون ایالت میزوری است که جمعیت آن در سرشماری سال ۲۰۱۰ میلادی ۱۷٫۹۱۶ نفر بوده است.

## نگارخانه

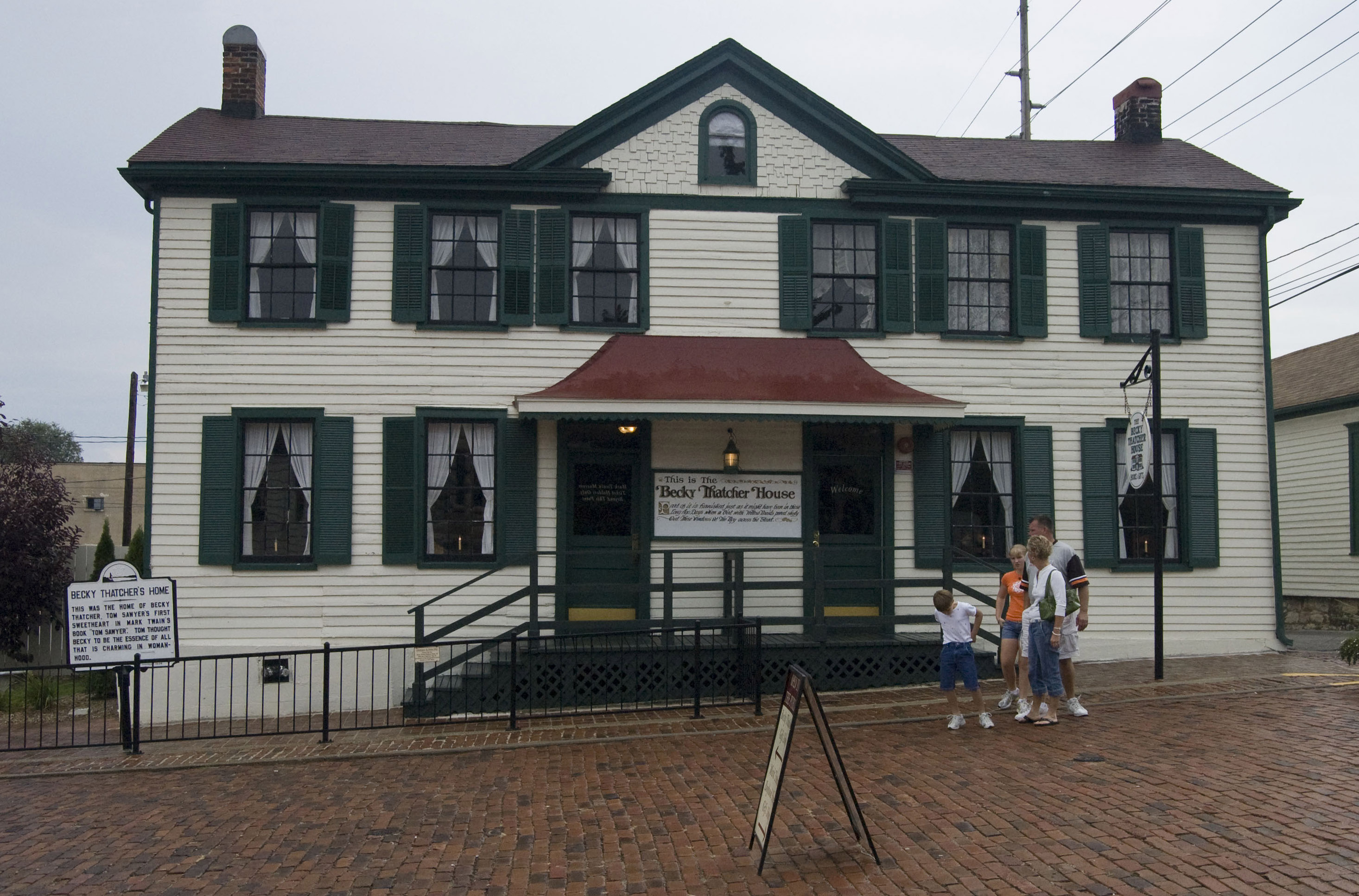
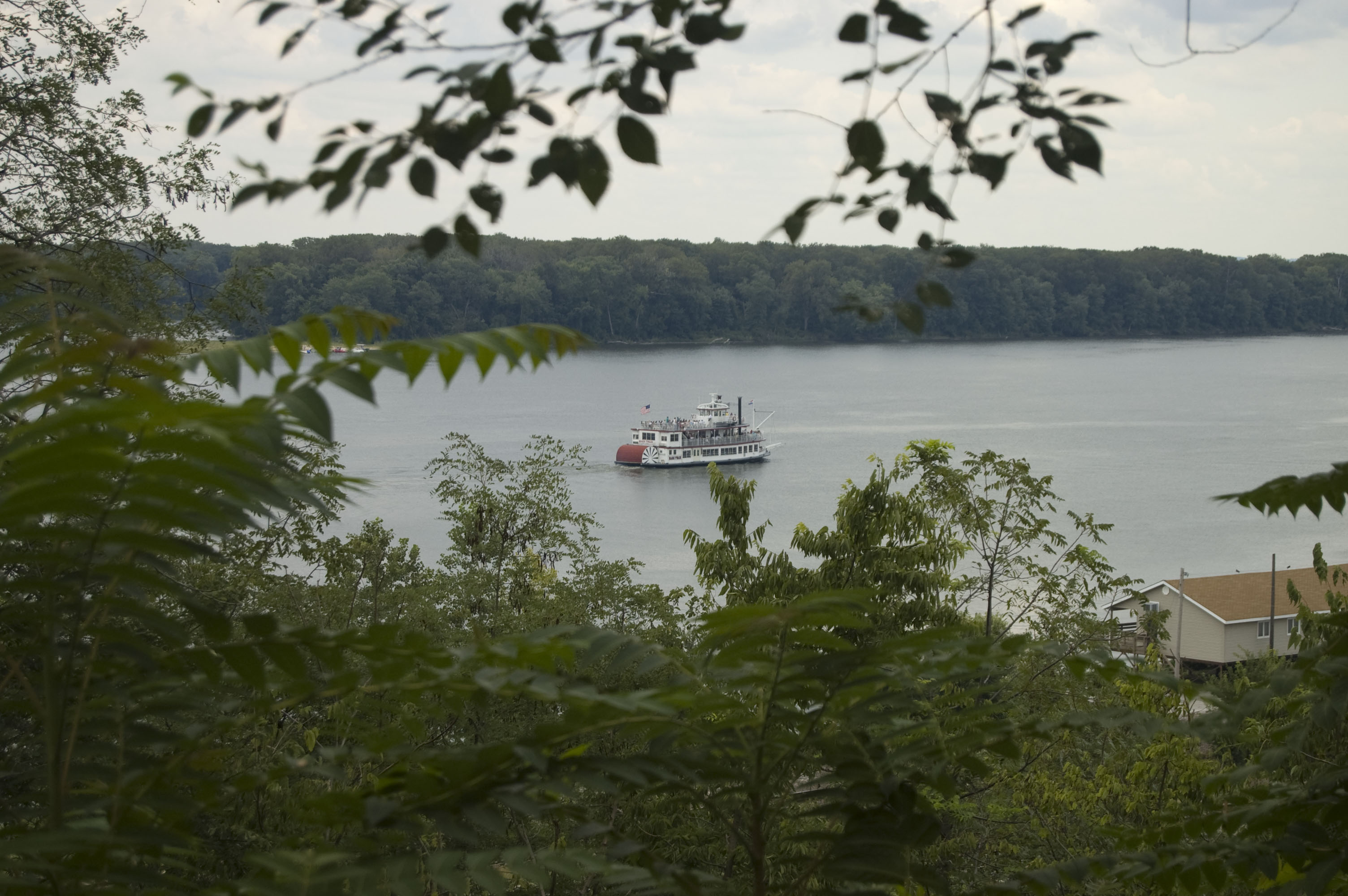
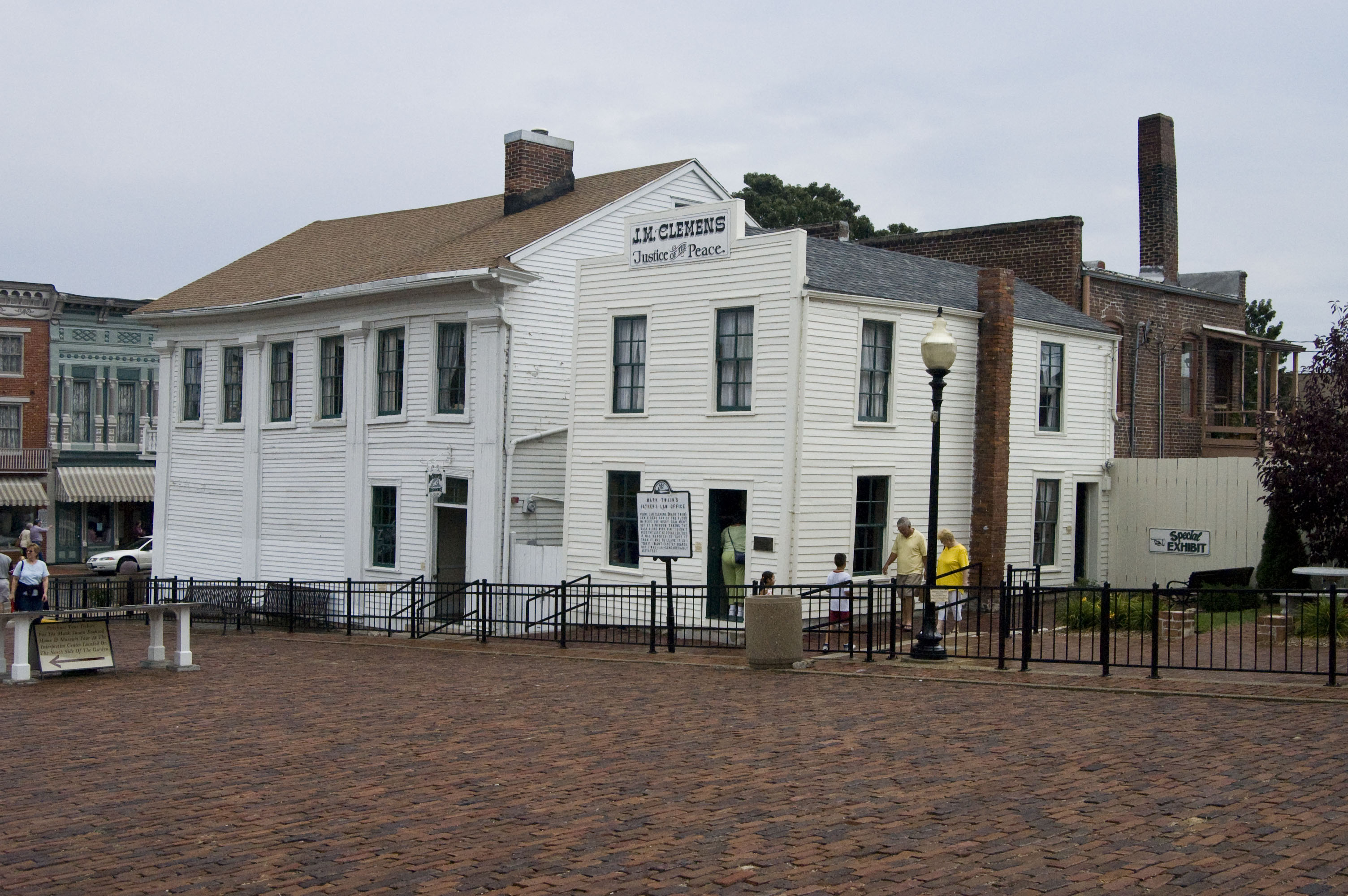